# Cambodjaanse herdenkingsplekken
De Cambodjaanse gedenkplaatsen: Van centra van repressie tot plaatsen van vrede en bezinning zijn drie locaties in Cambodja die een voorname rol hebben gespeeld in de genocide, grove schendingen van de Geneefse Conventies en misdaden tegen de menselijkheid, moord, marteling en discriminatoire vervolging in dat land gepleegd voorafgaand aan (1971-1975) en ten tijde van het door Pol Pot geleide bewind van de Rode Khmer (1975-1979). Tijdens dit bewind zijn naar schatting anderhalf tot twee miljoen mensen om het leven gebracht.
De erkende werelderfgoedsite bestaat uit drie locaties die de mensenrechtenschendingen van het regime van de Rode Khmer in Cambodja van 1971 tot 1979 weerspiegelen. De drie samenstellende delen vertegenwoordigen het wijdverbreide geweld in deze periode: de voormalige M-13-gevangenis (vroege repressie), het Tuol Sleng Genocide Museum (voormalige S-21-gevangenis) en het Choeung Ek Genocidal Center (voormalige executieplaats van S-21). Deze plaatsen zijn bewaard gebleven en herdacht sinds de val van het regime. Het Tuol Sleng Museum bewaart uitgebreide archieven en collecties met betrekking tot deze periode, voornamelijk gedocumenteerd door de Buitengewone Kamers in de Rechtbanken van Cambodja (ECCC).
De M-13 gevangenis, gelegen in de afgelegen provincie Kampong Chhnang, was een detentie- en ondervragingscentrum waar de Rode Khmer tussen 1971 en 1975 onschuldige burgers martelde en executeerde. Later, van 1975 tot 1979, toen de Rode Khmer Cambodja controleerde, verhoogden ze het aantal detentiecentra in het hele land. De bekendste daarvan was S-21, een voormalige middelbare school in Phnom Penh, waar ongeveer 20.000 gevangenen werden vastgehouden, gemarteld en uiteindelijk vermoord in Choeung Ek. Slechts 12 van de gevangenen hebben naar verluidt de laatste dag, 7 januari 1979, overleefd. Tegenwoordig worden de drie locaties ontwikkeld tot gedenkplaatsen voor degenen die zijn omgekomen.
Er was zeer weinig bekend over M-13 totdat de Buitengewone Kamers in de Rechtbanken van Cambodja (het Cambodjatribunaal) in 2007 werden opgericht. Zich bewust van het historische belang van de locatie als prototype van S-21, ondernam het Tuol Sleng Genocide Museum in 2019 actie om deze te controleren en te behouden. Zowel het Tuol Sleng Genocide Museum als het Choeung Ek Genocidal Center, gelegen op het terrein van de voormalige gevangenis S-21 en het executieveld, verspreiden al meer dan 40 jaar de verhalen over de gruweldaden voor vredeseducatie en herdenking. De twee locaties ontvangen jaarlijks meer dan honderdduizend bezoekers die komen om te getuigen van wat daar is gebeurd.
De sites met omliggende bufferzones, voor een totale oppervlakte van 26,97 hectare, werd in juli 2025 tijdens de 47e sessie van de Commissie voor het Werelderfgoed in Parijs erkend als UNESCO cultureel werelderfgoed en onder de titel "Cambodjaanse gedenkplaatsen: Van centra van repressie tot plaatsen van vrede en bezinning" aan de werelderfgoedlijst toegevoegd.

## Erkende sites
| ID       | Naam & Locatie                     | Coördinaten                    | Beschermde oppervlakte | Oppervlakte bufferzone |
| -------- | ---------------------------------- | ------------------------------ | ---------------------- | ---------------------- |
| 1748-001 | Voormalige M-13 gevangenis         | 11° 46′ 13″ NB, 104° 23′ 5″ OL | 1,4 ha                 | 8,1 ha                 |
| 1748-002 | Voormalige S-21 gevangenis         | 11° 32′ 58″ NB, 104° 55′ 3″ OL | 1,17 ha                | 11,4 ha                |
| 1748-003 | Voormalige executieplaats van S-21 | 11° 29′ 4″ NB, 104° 54′ 8″ OL  | 1,33 ha                | 3,57 ha                |